# Wine & Spirit Education Trust
Wine & Spirit Education Trust (WSET) är en utbildningsstiftelse med säte i London. Utbildningarna är ämnade till vin- och spritbranschens olika delar såsom import, restaurang och produktion. WSET finns idag representerade i 38 länder världen över och är den enda vin- och spritutbildningen med heltäckande internationellt erkännande.
Utbildningen ger ut certifikat på olika utbildningsnivåer av vilka de två högsta är Advanced Certificate och Diploma.
Att genomgå WSET:s utbildningar är en förutsättning för att kunna gå vidare och ta en Master of Wine, Vinvärldens absolut finaste utmärkelse.